# Пациенс
Па́циенс (от лат. patiens — «принимающий, терпящий» действие) в языкознании — одна из главных семантических ролей, соответствующая объекту действия. Противопоставляется агенсу как субъекту, источнику действия.
В примере «Вася ловит рыбу» пациенсом выступает рыба, агенсом — Вася.
В русском языке, как и других языках номинативного строя, пациенс часто совпадает с прямым дополнением, но нередко эта семантическая роль оформляется с помощью других синтаксических средств, в соответствии с особенностями конкретного языка. В языках эргативного строя пациенс может стоять в именительном падеже.